# ارگومترین
ارگومترین (به انگلیسی: Ergometrine)، که با نام ارگونووین نیز شناخته می‌شود و با نام‌های تجاری Ergotrate Ergostat و Syntometrine به فروش می‌رسد، دارویی است که برای ایجاد انقباضات رحم برای درمان خونریزی شدید واژن پس از زایمان استفاده می‌شود. می‌توان آن را به صورت خوراکی، تزریق عضلانی یا تزریق وریدی تجویز کرد. این دارو در مدت ۱۵ دقیقه از طریق خوراکی شروع به اثر می‌کند و در صورت استفاده از طریق تزریق، این اثر سریعتر اتفاق می‌افتد. اثر بین ۴۵ تا ۱۸۰ دقیقه باقی می‌ماند.
عوارض جانبی شایع شامل فشار خون بالا، استفراغ، تشنج، سردرد و فشار خون پایین است. سایر عوارض جانبی جدی شامل ارگوتیسم است. این دارو در اصل از قارچ ناخنک چاودار تهیه می‌شد اما می‌تواند از لایزرژیک اسید نیز تهیه شود. از ارگومترین می‌توان برای سنتز اسید لیسرژیک دی اتیل آمید (LSD) نیز استفاده کرد.
ارگومترین در سال ۱۹۳۲ کشف شد. این دارو در فهرست داروهای ضروری سازمان جهانی بهداشت قرار دارد.